# Nadleśnictwo Chocianów
Nadleśnictwo Chocianów – nadleśnictwo położone w województwie dolnośląskim w większości w powiecie bolesławieckim (11603 ha - obręb Wierzbowa) i częściowo w powiecie polkowickim (8654 ha - obręb Chocianów). Pod względem geograficznym Nadleśnictwo to leży w mezoregionie Borów Dolnośląskich, w V Śląskiej Krainie Przyrodniczo-leśnej i w I Dzielnicy Równiny Dolnośląskiej. W wybitnej większości teren Nadleśnictwa wchodzi w zakres Przemkowskiego Parku Krajobrazowego utworzonego w 1997 r.
Główny ośrodek administracyjny znajduje się w Chocianowie, który podlega pod Regionalną Dyrekcję Lasów Państwowych (RDLP) we Wrocławiu. 
Nadleśnictwo to powstało w roku 1945, i obejmowało terytorium w większości pokrywające się z teraźniejszym obrębem Chocianów. W roku 1973 zlikwidowano sąsiednie Nadleśnictwo Wierzbowa i włączono do Nadleśnictwa Chocianów. W tym samym roku do Nadleśnictwa Chocianów włączono obszar likwidowanego Nadleśnictwa Przemków. Od tego czasu Nadleśnictwo Chocianów składało się z trzech obrębów: Wierzbowa, Przemków, Chocianów.
W roku 1992 od Nadleśnictwa Chocianów odłączono Obręb Przemków i utworzono ponownie samodzielne Nadleśnictwo Przemków, podlegające RDLP we Wrocławiu. Na podobne rozstrzygnięcie czeka też Obręb Wierzbowa (reaktywacja Nadleśnictwa Wierzbowa w pow. bolesławieckim).
Obecnie, po wielokrotnej reorganizacji, Nadleśnictwo Chocianów dzieli się na dwa obręby gospodarcze, tj. większy Obręb Wierzbowa – 11 603 ha i mniejszy Obręb Chocianów – 8654 ha.

## Obręb Wierzbowa
W skład Obrębu Leśnego Wierzbowa wchodzą następujące Leśnictwa:
1. Borówki
2. Krzyżowa
3. Olszna
4. Pasternik
5. Trzebień
6. Wierzbowa

## Obręb Chocianów
W skład Obrębu Leśnego Chocianów wchodzą następujące Leśnictwa:
1. Chocianów
2. Jakubowo
3. Nowa Kuźnia
4. Parchów
5. Trzebnice
6. Trzmiel